# Узкоколейная железная дорога Оха — Ноглики
Узкоколе́йная желе́зная доро́га Оха — Ноглики — крупнейшая по протяжённости единой линии узкоколейная железная дорога колеи 750 мм на территории России и бывшего СССР (однако Алапаевская узкоколейная железная дорога имеет бо́льшую суммарную протяжённость). Находилась в северной части острова Сахалин, на территории Охинского и Ногликского районов Сахалинской области.

## История
Дата открытия первого участка (Оха — Уркт) — 1925 год.
Дата открытия сквозного движения на участке Оха — Ноглики — Катангли — 1953 год.
Ширина колеи — 750 мм.
Протяжённость по состоянию на 2006 год — 233 километра (Промплощадка 5 км — Оха — Ноглики).
Первоначально на дороге было развито пассажирское и грузовое движение. С 1980-х годов на узкоколейной железной дороге выполнялись только грузовые перевозки.
В 1986—1990 годах разрабатывался проект реконструкции железной дороги с возможностью перешивки на колею 1067 мм и последующей её передачей в состав тогдашнего Сахалинского отделения Дальневосточной железной дороги. Однако, с распадом СССР проект был закрыт.
В 1988 году в г. Оха был установлен памятник Паровоз «ПТ-4-524», в честь трудовых подвигов железнодорожников Северного Сахалина.
Тип 159 Коломенского завода 159 4-78 экспонируется в Сахалинском железнодорожном музее.

### Закрытие
В декабре 2006 года узкоколейная железная дорога была закрыта и продана на металлолом. К 2008 году были ликвидирован последний участок дороги Оха — 5 км и подвижной состав. Сохранился железнодорожно-автомобильный мост через реку Тымь.